# KRC Mechelen
Der KRC Mechelen ist ein im Jahr 1904 gegründeter belgischer Fußballverein aus der Stadt Mechelen. Der Verein trägt die Farben grün und weiß.

## Geschichte
Gegründet im Jahr 1904 als Racing Club de Malines schloss sich der Verein 1906 dem belgischen Fußballverband an, somit erhielt er die Matrikelnummer 24. Der Name des Vereins wurde in der Geschichte dreimal geändert. Zuerst bekam er im Jahr 1929 den Titel Société Royale als Suffix beigefügt. 1937 wurde der Name dann vom Französischen in die niederländische Sprache übersetzt, womit am Ende der vollständige Name Koninklijke Racing Club Mechelen entstand.
Eine Teilnahme an der ersten Liga konnte erstmals in der Saison 1910/11 erreicht werden, welche auf dem 8. Platz abgeschlossen werden konnte. In der darauffolgenden Saison musste man als 11. aber auch schon wieder in die zweite Liga absteigen. In der letzten Saison vor dem Ersten Weltkrieg konnte ein zweiter Platz erreicht werden. Die nächste Saison danach war dann erst die Saison 1919/20, dann aber wieder in der ersten Liga. Darauf folgte erst nach der Saison 1923/24 resultierend mit dem 12. Platz der erneute Abstieg in die zweite Liga. Der Aufstieg gelang dann aber auch schon wieder in der darauf folgenden Saison. Danach folgte ein auf und ab zwischen der ersten und der zweiten Liga. Nach einem Abstieg in die zweite Liga bedingt durch die Saison 1957/58 ging es weiter bergab. Lediglich nach zwei Meisterschaften in der zweiten Liga spielte der KRC wieder erstklassig, in der Saison 1975/76 sowie von 1987 bis 1990 jedoch jeweils nur kurz. Kleinere Titel konnten ebenfalls in der dritten Liga erreicht werden, wo in den 1960er Jahren und einmal in den 2010er Jahren mehrere Meisterschaften gewonnen wurden. Auch auf diese Meistersaisons folgte danach schnell aber wieder eine Abstiegssaison. Zwischendurch befand man sich 2011 sogar einmal in der vierten Liga. Ab 2017 war der Verein dann auch erstmals in der fünften Liga vertreten.
Die höchste Platzierung in der Vereinsgeschichte konnte später dann in der Saison 1951/52 erreicht werden, in dieser Saison konnte man die Liga auf Tabellenplatz 2 abschließen. Schon in den beiden Saisons zuvor konnten jeweils dritte Plätze eingefahren werden. 1954 konnte man sich für das belgische Pokal-Finale qualifizieren.

## Erfolge
- Belgischer Zweitliga-Meister[2]
  - 1909–10, 1974–1975, 1987–1988
- Belgischer Drittliga-Meister[3]
  - 1961–1962, 1965–1966, 1968–1969, 2013–2014

## Referenzen
1. ↑  Dave De Herdt is nieuwe T1 van Racing: “Open, correct en aanvallen”. KRC Mechelen, 17. Mai 2019, abgerufen am 19. September 2019 (niederländisch).
2. ↑  Belgium - Final Tables 1895-2008. Abgerufen am 19. September 2019 (englisch).
3. ↑  Belgium - Third Level History 1952-2000. Abgerufen am 19. September 2019 (englisch).